# Chaplins baardvogel
Chaplins baardvogel (Lybius chaplini) is een vogel uit de familie Lybiidae (Afrikaanse baardvogels). De vogel is vernoemd naar Sir Francis Percy Drummond Chaplin (1866 – 1933), de toenmalige gouverneur van de British South Africa Company. Het is een kwetsbare, endemische vogelsoort in Zambia.

## Kenmerken
De vogel is 19 cm lang en weegt 64 tot 75 g. De vogel is grotendeels wit met zwartachtige vleugels met een gele eindrand en een donkere staart. De kop is rood rondom het oog.

## Verspreiding en leefgebied
Deze soort is endemisch in Zambia. De leefgebieden zijn zeer open landschappen waarin vooral wilde vijgenbomen Ficus sycomorus voorkomen. De vogels nestelen in kleine kolonies in holle bomen.

## Status
Chaplins baardvogel heeft een beperkt verspreidingsgebied en daardoor is de kans op uitsterven aanwezig. De grootte van de populatie werd in 2012 door BirdLife International geschat op 7800 individuen en de populatie-aantallen nemen af door ontbossing waarbij de wilde vijgenbomen moeten plaats maken voor agrarisch gebruik. Om deze redenen staat deze soort als kwetsbaar op de Rode Lijst van de IUCN.